# Miellätno
Der Miellätno (samisch Miellädno) ist ein Fluss in Schweden, er entspringt dem Alkajaure-See im Nationalpark Sarek auf einer Höhe von 756 m. Er verläuft von Osten in einem nordwestlichen Bogen zum Virihaure, in den er nach etwa 25–30 Kilometern auf einer Höhe von 579 m mündet. Somit hat er ein starkes Gefälle, was ihn für Bootsbefahrungen ungeeignet macht.
Ohne technische Hilfsmittel ist der Miellätno nicht zu überqueren. Am Alkajaure gibt es in der Nähe des Abflusses des Miellätno eine Ruderbootpassage, auf der man selbst rudern muss. Etwa zwei Kilometer nördlich (abwärts) befindet sich eine Hängebrücke über den Fluss, die in schlechtem Zustand ist und 2009 behelfsmäßig repariert wurde. Warnschilder raten davon ab, die Brücke zu benutzen; eine Überquerung ist jedoch möglich. Eine weitere und letzte Brücke gibt es kurz vor seiner Mündung in den Virihaure, wo der Padjelantaleden quert. Der Miellätno bildet im südlichen Abschnitt eine natürliche Grenze zwischen Nationalpark Padjelanta und Nationalpark Sarek.
Der Miellätno ist wegen der starken Niederschlagsmengen in seinen Ursprungsgebieten im westlichen Teil des Nationalparks Sarek mit den Tälern wie Alkavagge, Sarvesvagge ein bedeutender Fluss im Nationalpark Padjelanta.